# Dalatstruikzanger
De dalatstruikzanger (Locustella idonea) is een zangvogel uit de familie Locustellidae.

## Verspreiding en leefgebied
Deze soort is endemisch in de hooglanden van centraal en zuidelijk Vietnam.

## Status
De dalatstruikzanger komt niet als aparte soort voor op de lijst van het IUCN, maar is daar een ondersoort van Mandells struikzanger (Locustella mandelli).